# Janeene Vickers
Janeene Vickers (* 3. Dezember 1968 in Torrance, Kalifornien) ist eine US-amerikanische Leichtathletin und Olympiadritte.
Vickers lief sowohl den 100-Meter-Hürdenlauf als auch den 400-Meter-Hürdenlauf, in dem sie eindeutig erfolgreicher war und 1989, 1990 und 1991 amerikanischen NCAA-Meisterschaften jeweils Gold gewann.
Bei den Olympischen Sommerspielen 1992 in Barcelona gewann sie im 400-Meter-Hürdenlauf die Bronzemedaille, hinter der Britin Sally Gunnell (Gold) und der US-Amerikanerin Sandra Farmer-Patrick (Silber).